# NGC 2523B
NGC 2523B је спирална галаксија у сазвежђу Жирафа која се налази на NGC листи објеката дубоког неба.
Деклинација објекта је + 73° 33' 49" а ректасцензија 8h 12m 56,8s. Привидна величина (магнитуда) објекта NGC 2523 износи 14,0 а фотографска магнитуда 14,8. NGC 2523B је још познат и под ознакама UGC 4259, MCG 12-8-30, CGCG 331-30, IRAS 08072+7342, PGC 23025.